# Club Universidad de Guadalajara
Club Deportivo Leones Negros de la Universidad de Guadalajara (UdeG) – meksykański klub piłkarski z siedzibą w mieście Guadalajara, stolicy stanu Jalisco. Występuje w rozgrywkach Liga de Expansión MX. Domowe mecze rozgrywa na obiekcie Estadio Jalisco. Często określany poprzez swój przydomek Leones Negros.

## Osiągnięcia

### Krajowe
- Liga MX

| zwycięstwo (0):     | –                |
| drugie miejsce (3): | 1976, 1977, 1990 |

- Copa MX

| zwycięstwo (1):     | 1991       |
| drugie miejsce (2): | 1975, 1989 |

### Międzynarodowe
- Puchar Mistrzów CONCACAF

| zwycięstwo (1):     | 1978 |
| drugie miejsce (0): | –    |

## Historia
Zespół Universidad de Guadalajara został założony 1 stycznia 1970. Od początku posiadał silne powiązania z miejskim uniwersytetem i od razu po powstaniu przystąpił do rozgrywek trzeciej ligi meksykańskiej. Tam spędził dwa sezony, po czym awansował na zaplecze najwyższej klasy rozgrywkowej. Do meksykańskiej Primera División klub dostał się po sezonie 1973/1974 dzięki wykupieniu licencji drużyny CF Torreón.
Drużyna Universidadu zadebiutowała w pierwszej lidze podczas zremisowango 2:2 meczu wyjazdowego z Américą, w pierwszej kolejce rozgrywek 1974/1975. Niedługo potem komentator Ángel Fernández Rugama ochrzcił zespół przydomkiem Leones Negros (Czarne Lwy), z racji obecności w składzie wielu utalentowanych piłkarzy brazylijskich o czarnym kolorze skóry – wcześniej Universidad był określany tylko przez pseudonim Leones (Lwy).
Najlepszy okres w historii zespołu przypadł na lata 70. XX wieku, kiedy to Universidad wywalczył dwa wicemistrzostwa kraju – 1975/76, porażka w dwumeczu finałowym z Américą 0:4 (0:3, 0:1) i 1976/77, przegrana z Pumas UNAM 0:1 (0:0, 0:1) – oraz Puchar Mistrzów CONCACAF w roku 1978.
Na początku lat 90. zespół Universidadu znalazł się w poważnym kryzysie, na który składała się między innymi słaba kadra drużyny i znikoma liczba kibiców. Po sezonie 1993/94, po 20 latach nieprzerwanej gry w pierwszej lidze, klub został przejęty przez Meksykański Związek Piłki Nożnej, który w celu ograniczenia liczby zespołów w najwyższej klasy rozgrywkowej przeniósł Universidad do trzeciej ligi. W rozgrywkach 1996/97 drużyna wywalczyła awans do Primera División A, gdzie pozostała aż do sprzedania licencji.
W późniejszym czasie Universidad ponownie występował w rozgrywkach trzecioligowych. W sezonie 2007/2008 nowym stadionem klubu został mały, liczący cztery tysiące miejsc obiekt o nazwie Municipal Santa Rosa de Ciudad Guzmán, jednak cały czas niektóre mecze zespół rozgrywał na Estadio Jalisco. Na zaplecze najwyższej klasy rozgrywkowej Universidad powrócił przed sezonem 2009/10, kiedy to za sumę 800 tysięcy dolarów wykupił licencję CD Tapatío, filialnego klubu pierwszoligowego Chivas de Guadalajara.

## Aktualny skład
Stan na 17 kwietnia 2025.
| Nr | Poz. | Piłkarz             |
| -- | ---- | ------------------- |
| 2  | OB   | Jonathan Sánchez    |
| 3  | OB   | Francisco Rábago    |
| 4  | OB   | Arturo Ledesma      |
| 5  | OB   | Ulises Torres       |
| 6  | PO   | Alejandro Organista |
| 7  | NA   | Édson Rivera        |
| 8  | NA   | Carlos Fierro       |
| 10 | PO   | Édson Torres        |
| 11 | NA   | Joel Pérez          |

| Nr | Poz. | Piłkarz           |
| -- | ---- | ----------------- |
| 13 | NA   | Jesús Ocejo       |
| 14 | NA   | Adrián Villalobos |
| 15 | PO   | Alejandro Carreón |
| 20 | OB   | Bryan Flores      |
| 24 | OB   | Juan Agüayo       |
| 25 | BR   | Oziel Cantú       |
| 26 | PO   | Jahaziel Marchand |
| 28 | PO   | Alejandro Bravo   |
| 30 | BR   | Felipe López      |